# Dissin
Dissin è un dipartimento del Burkina Faso classificato come comune, situato nella provincia di Ioba, facente parte della Regione del Sud-Ovest.
Il dipartimento si compone del capoluogo e di altri 23 villaggi: Bagane, Benvar, Bilbalè, Dadonè, Dakolé, Done, Gora, Kankampèlè, Kokolibou, Korgnègane, Kouléteon, Kpoman, Kpopèri, Koin-Tangsien, Mou, Nakar, Namarè, Natiétéon, Navrikpè, Ouizine, Saala, Tangsebla, Toléper e Zodoun-Tampouo.